# Waldenburg (Adelsgeschlecht)
Die Herren von Waldenburg waren eine meißnisch-thüringische edelfreie Adelsfamilie. Sie sollen in der Zeit der Zentralgewalt (Königtum) politisch und ökonomisch die stärksten Feudalherren des Pleißenlandes gewesen sein.

## Geschichte

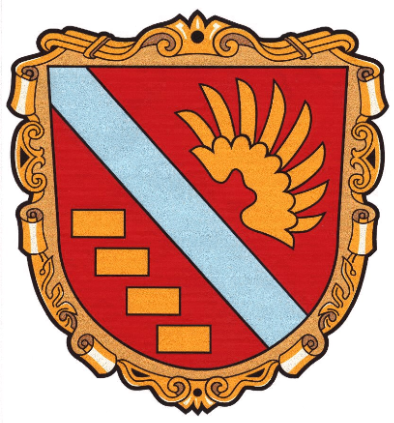
Wappen von Ziegelheim nahe Waldenburg

Es wird vermutet, dass die Herren von Waldenburg vom edelfreien Herrengeschlecht derer von Wartha abstammen. Diese hatten ihren Stammsitz im Bistum Naumburg, der heute als Wüstung Warta bekannt ist.
Die Herren von Wartha verließen die Gegend an der Unstrut und gründeten zwischen 1165 und 1175 südöstlich von Altenburg eine neue Herrschaft. Dies geschah im Zuge des Landesausbaus bzw. der deutschen Ostsiedlung im Auftrage Kaisers Friedrich I. (genannt Barbarossa). Dort errichtete der pleißenländische Landrichter Hugo von Wartha gemeinsam mit dem kaiserlichen Marschall Rudolph von Brand die Burg in Waldenburg (Sachsen).
Der 1172 erstmals urkundlich genannte pleißenländische Landrichter Hugo von Wartha, begleitete König Friedrich I. „Barbarossa“ auf Reisen und nahm an mehreren Hoftagen teil. Seine Nachkommen benannten sich nach ihrem neuen Sitz „von Waldenburg“.
Um 1200 erweiterten die Herren von Waldenburg ihr Herrschaftsgebiet um die Burgen in Wolkenstein (Erzgebirge) und Greifenstein sowie später Scharfenstein (1250). Als Hauptorte der Waldenburger um 1200 nennt Manfred Richter: Waldenburg, Rabenstein, Lungwitz, Zschopau und Wolkenstein.
Nach einer Urkunde Markgraf Heinrich des Erlauchten (von Meißen) vom 31. Juli 1241 übereignet Hugo II. „von Waldenberg“ Streckewalde mit dem anstoßenden Wald an das Zisterzienserkloster Buch, Hauskloster der Burggrafen von Leisnig. Unter anderem 1270 erwirbt das Kloster weitere Orte im Erzgebirge: Reichenau (wüst gefallen und später in Mildenau aufgegangen) und Mildenau 1270, später noch Mauersberg und Lichtenhain (wüst gefallen und später in Königswalde aufgegangen). Da die neuen Besitzungen des Klosters Buch – wohl zwischen 1275 und 1282 – in der sogenannten „Bucher Klosterfehde“ von den Burggrafen von Altenburg überfallen und niedergebrannt wurden, verkaufte das Kloster Buch den Besitz wieder an die Waldenburger. Der Schaden der Fehde für das Kloster soll 200 Mark Silber betragen haben, den die Altenburger Burggrafen erst später ausgleichen werden. Aus der Verkaufssumme der fünf Dörfer an die Waldenburger kaufte das Kloster Buch die Stadt Belgern bei Torgau.
Um 1300 gelangte die Herrschaft Rabenstein, die mit der Vogtei über das Benediktinerkloster St. Marien zu Chemnitz und mit der Gerichtsbarkeit über die Stadt Chemnitz verbunden war, in die Hand der Waldenburger. Die Waldenburger gelten als Gründer des Rittersitzes Höckericht westlich von Chemnitz. Der Ausbau von Höckericht zur Burg soll aber erst unter dem Besitz des Klosters Chemnitz erfolgt sein.
Die Herren von Waldenburg hatten ihre reichsunmittelbare pleißenländische Herrschaft Waldenburg (wohl um 1300) an den König von Böhmen gegeben und von diesem als Reichsafterlehen zurück erhalten. So waren sie hier vor dem Zugriff der Wettiner vorerst sicher. Ihre Nachbarn, die Schönburger, taten dies ebenso.
1323 kaufte Heinrich von Waldenburg Burg und Herrschaft Rauenstein, verpfändete diese aber später mehrfach. 1372 ging Rauenstein als nun böhmisches Lehen an die Herren von Riesenburg über. Markgraf Wilhelm I. von Meißen übernahm die Herrschaft Rauenstein später (Erlöschen der Riesenburger?) und 1406–1434 war sie wieder im Besitz der Waldenburger (gemeint ist wohl als wettinisches Lehen, da die von Güntherode 1480 Rauenstein als Lehen der Wettiner erhalten).
Die Existenz der Felsenburg Greifenstein ist urkundlich für die Zeit 1349 bis 1372 belegt. Zur Herrschaft Greifenstein gehörte Geyer mit dem dortigen Wartturm, der möglicherweise Rest einer Burg ist, Tannenberg am linken Ufer der Zschopau mit Siebenhöfen sowie Schönfeld und Thum, Jahnsbach sowie Ehrenfriedersdorf.
Die Waldenburger waren bis 1439 Besitzer der Herrschaft Greifenstein.
(Info: In Tannenberg existierte ein Rittersitz, der wohl eine kleine Wasserburg war und von dem der Paßklausenturm als Ruine erhalten blieb.)
Am 8. April 1386 stellt Markgraf Wilhelm I. von Meißen für „Metze“ (Mechthild), Frau des Anarch „von Waldenberg“, Herrn zu Wolkenstein, einen Leibgedingebrief aus, in dem der Ort Großrückerswalde als „Rotgerswalde“ genannt wird. (Hinweis: Der als sehr genau arbeitend bekannte Laienhistoriker Leo Bönhoff betitelt die Waldenburger grundsätzlich als „Waldenberger“. Dies ist offenbar die in den Urkunden anzutreffende Schreibweise.)
Das Lehnbuch Friedrich des Strengen von 1349/1350 weist unter den Herren und Edlen des Osterlandes (terra Orientali) „Johannes de Waldinberg“ aus.
Die Herrschaft Rabenstein mit den Vogteirechten stellte eine wichtige Verbindung zwischen dem Stammsitz Waldenburg und den Besitzungen im oberen Zschopautal dar. Bis zur Mitte des 14. Jahrhunderts hatten sich die Waldenburger durch die Schaffung eines abgeschlossenen Herrschaftsgebietes zu ökonomisch und politisch einflussreichen Feudalherren entwickelt. Mitte des 14. Jh. gehörten den Herren von Waldenburg die Herrschaften und gleichnamigen Burgen Waldenburg, Wolkenstein, Rabenstein, Auerbach sowie die Herrschaft Thum. Zur Herrschaft Thum gehörte wohl die damals noch bestehende Burg Greifenstein. Zeitweise soll ihnen auch die Schellenburg (Burg Schellenberg) im damaligen Schellenberg/heutigen Augustusburg gehört haben.
Auch die Burgen Rauenstein und Zschopau waren in ihren Besitz. Rauenstein war aber zuvor im Besitz derer von Schellenberg.
Im 14. Jh. verlor das Geschlecht einen Teil seiner Besitzungen:
Johann I. von Waldenburg, der 1371 einen Chemnitzer Bürger erschlagen hatte, musste 1375 die Herrschaft und Burg Rabenstein an das Chemnitzer Benediktinerkloster verkaufen.
1378, infolge der Erbeinigung zwischen Johannes I. von Waldenburg und Friedrich von Schönburg-Hassenstein, wurden die Schönburger die Herren von Burg und Stadt Waldenburg.
Im 14. Jahrhundert (definitiv aber nach 1358) kauft der Waldenburger „Hanuš von Valdenberk“ (gest. 1387) von Pertold, Bušek und Jan von Haugwitz (Haugvice) Burg und Herrschaft Údlice (Eidlitz oder früher auch deutsch „Udelicz“) bei Komotau in Böhmen. 1446 verkauft Anarg von Waldenburg, Enkel des Hanuš, Udlice an die Brüder Mikuláš und Jan von Lobkowitz Herren auf Burg Hassenstein. (Man siehe hierzu die tschechische Wikipedia-Seite von
Schloss Udlice/Eidlitz „Údlice (zámek)“ sowie die Stammliste der Waldenburger.)
Im Jahre 1415 sind laut einer überlieferten Beschreibung des Konzils von Konstanz die Herren Anarg von Waldenburg und Veit I. von Schönburg (letzterer Besitzer der Waldenburg, er wurde 1388 in dieser Burg als Spätfolge der Rabensteiner Fehde von den Markgrafen von Meißen belagert) Teilnehmer des Konzils auf dem Jan Hus verbrannt wurde.
1437 (oder 1439) verpfändete Heinrich von Waldenburg Burg und Herrschaft Scharfenstein für 1500 rheinische Gulden an Wolf von Wolffersdorff. Doch schon 1445 fiel die Herrschaft Scharfenstein an die Wettiner, da die Waldenburger die Pfandsumme nicht aufbringen konnten
Im Jahre 1473 (oder 1474) starb das Geschlecht im Mannesstamme aus.

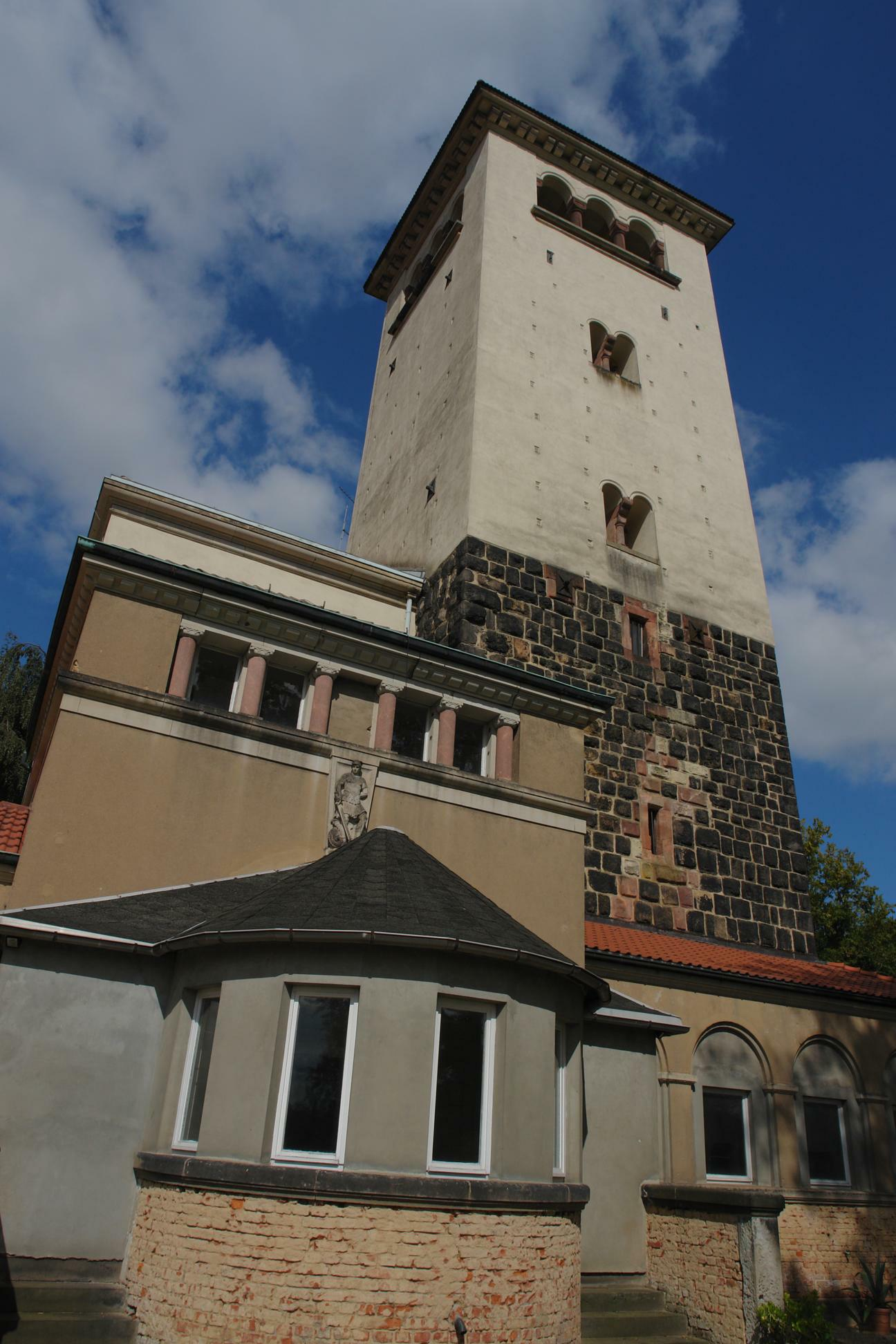
Bergfried der Waldenburg (unterer Teil mittelalterlich: Buckelquader der Stauferzeit)
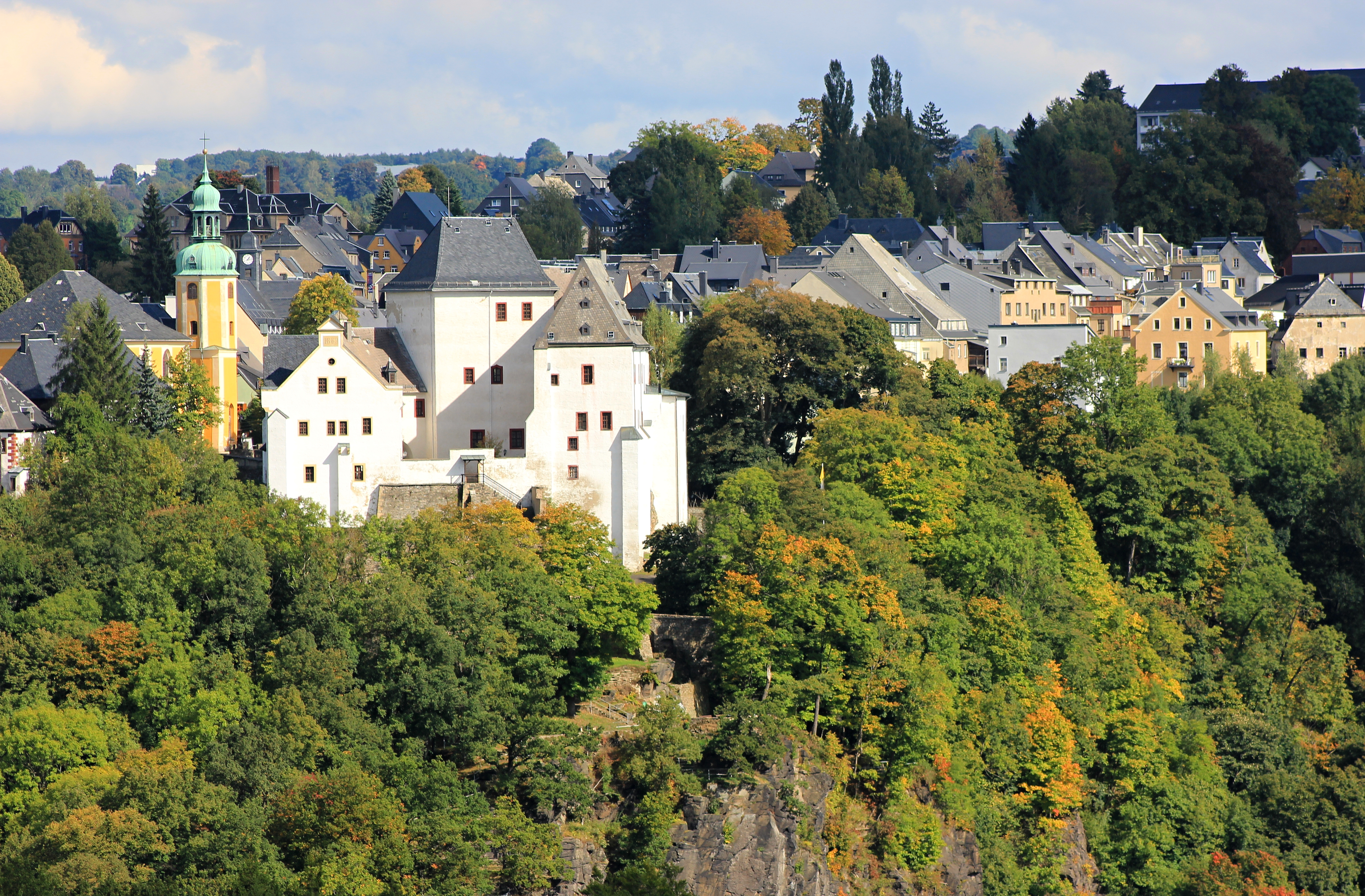
Schloss Wolkenstein
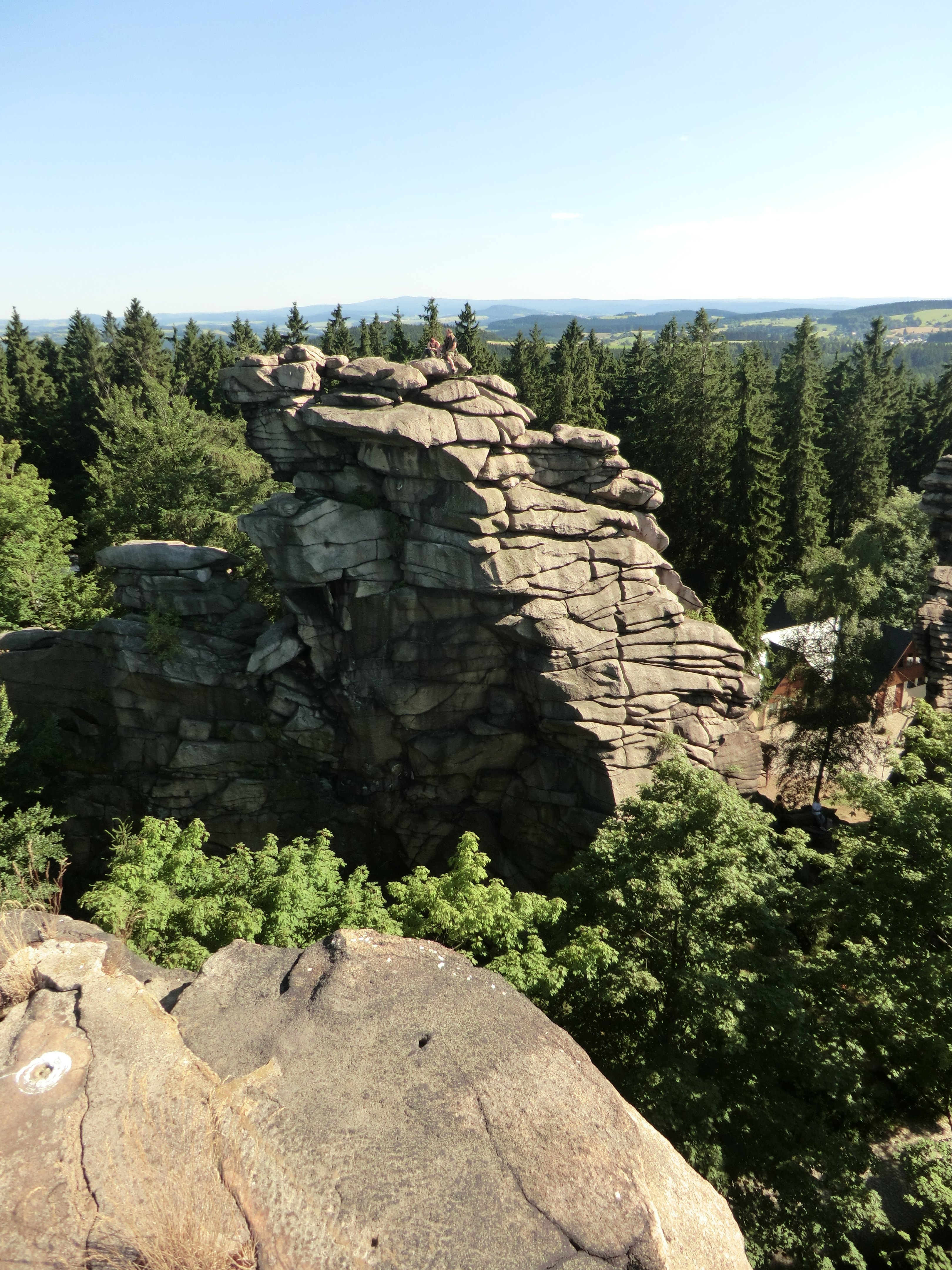
Greifenstein
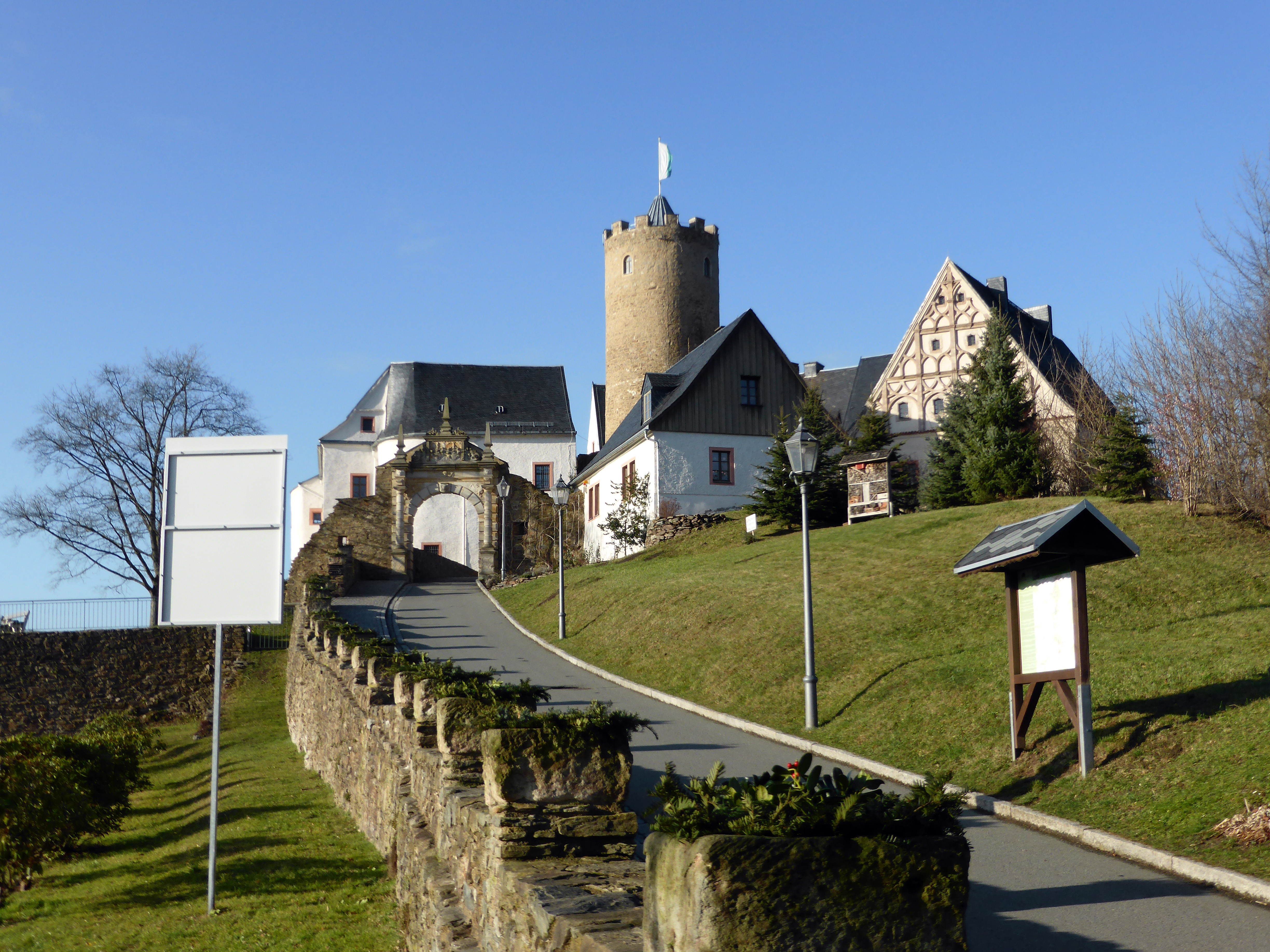
Burg Scharfenstein
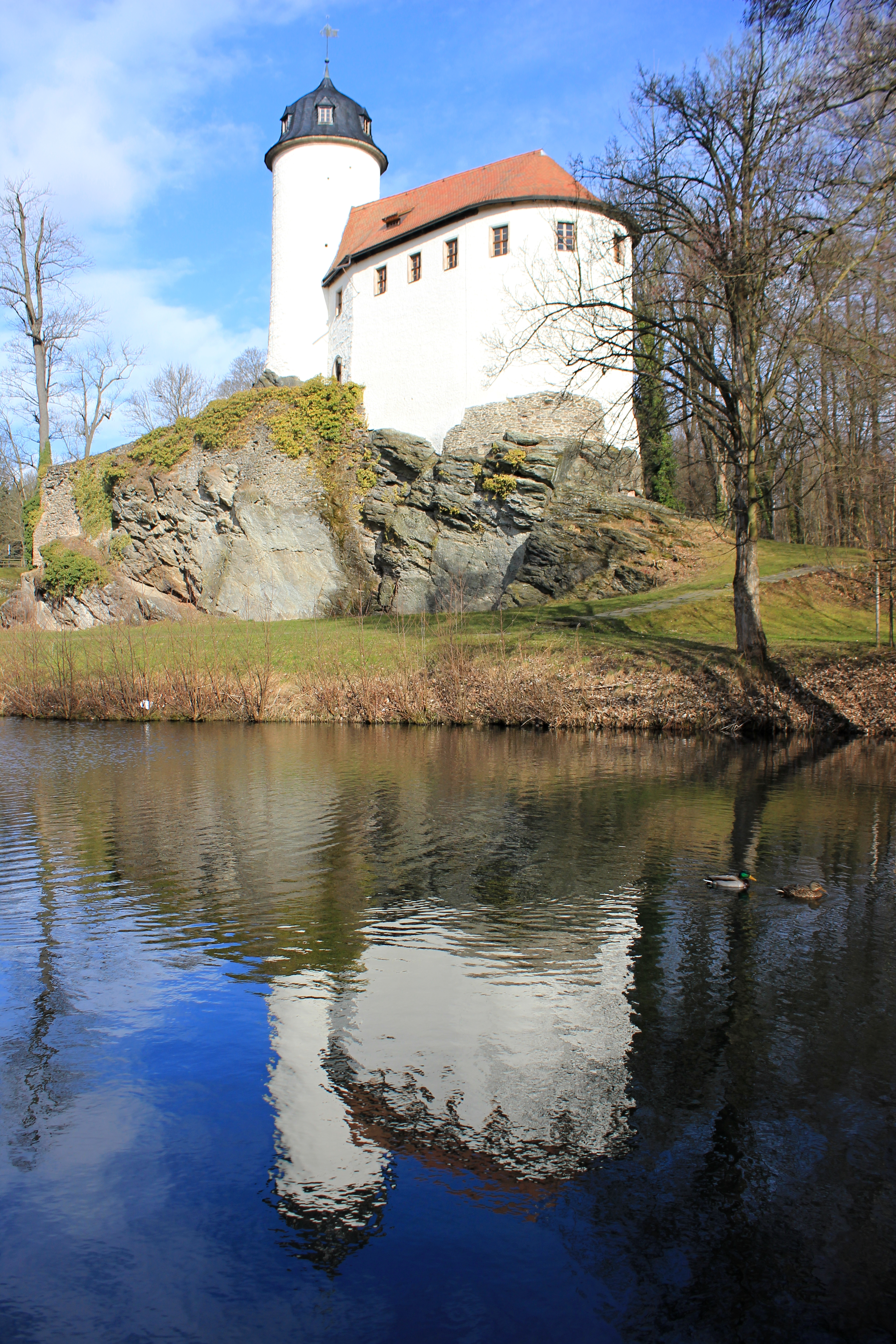
Burg Rabenstein (Chemnitz)
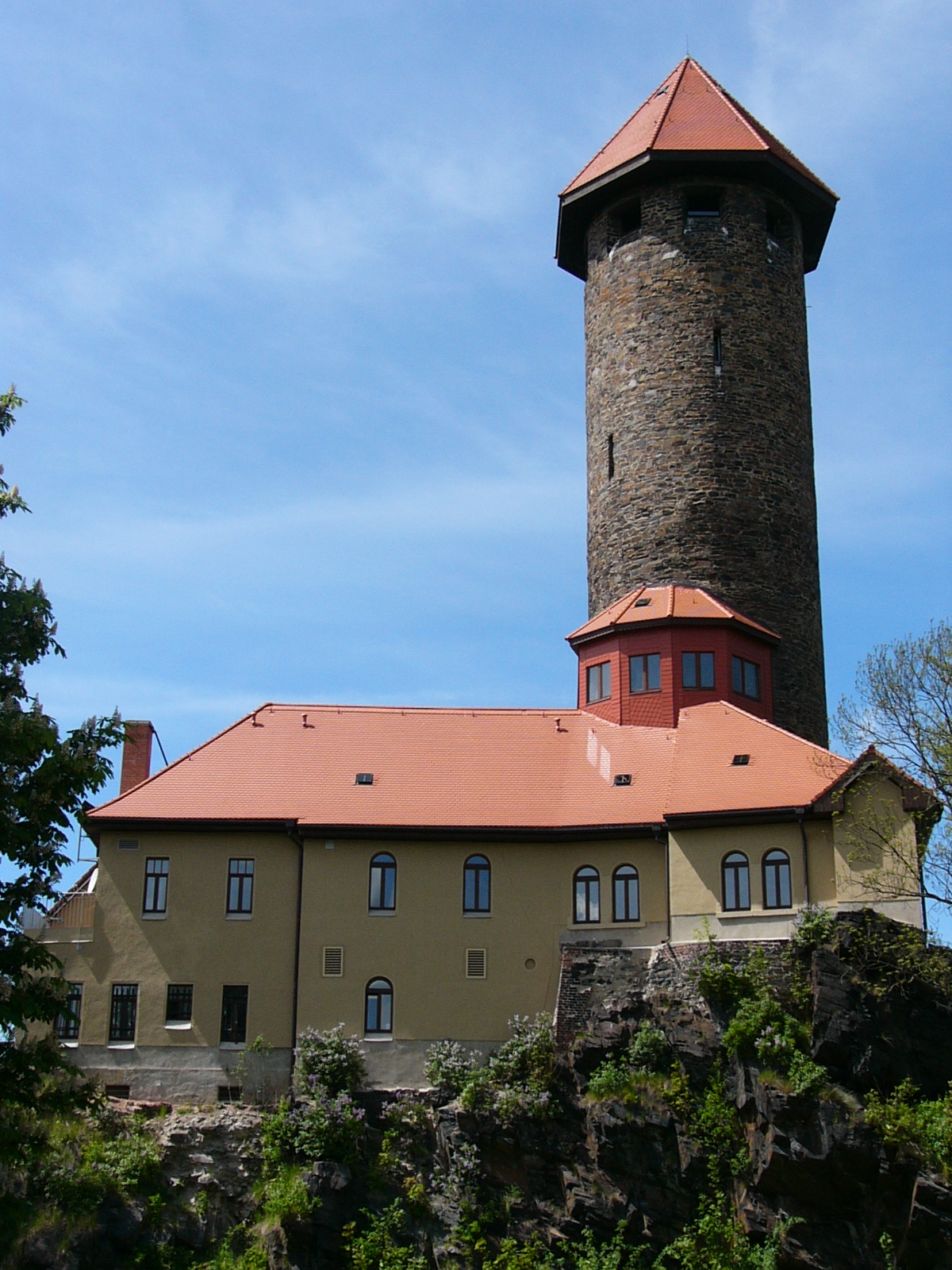
Schlossturm Auerbach als Rest der abgegangenen Burg
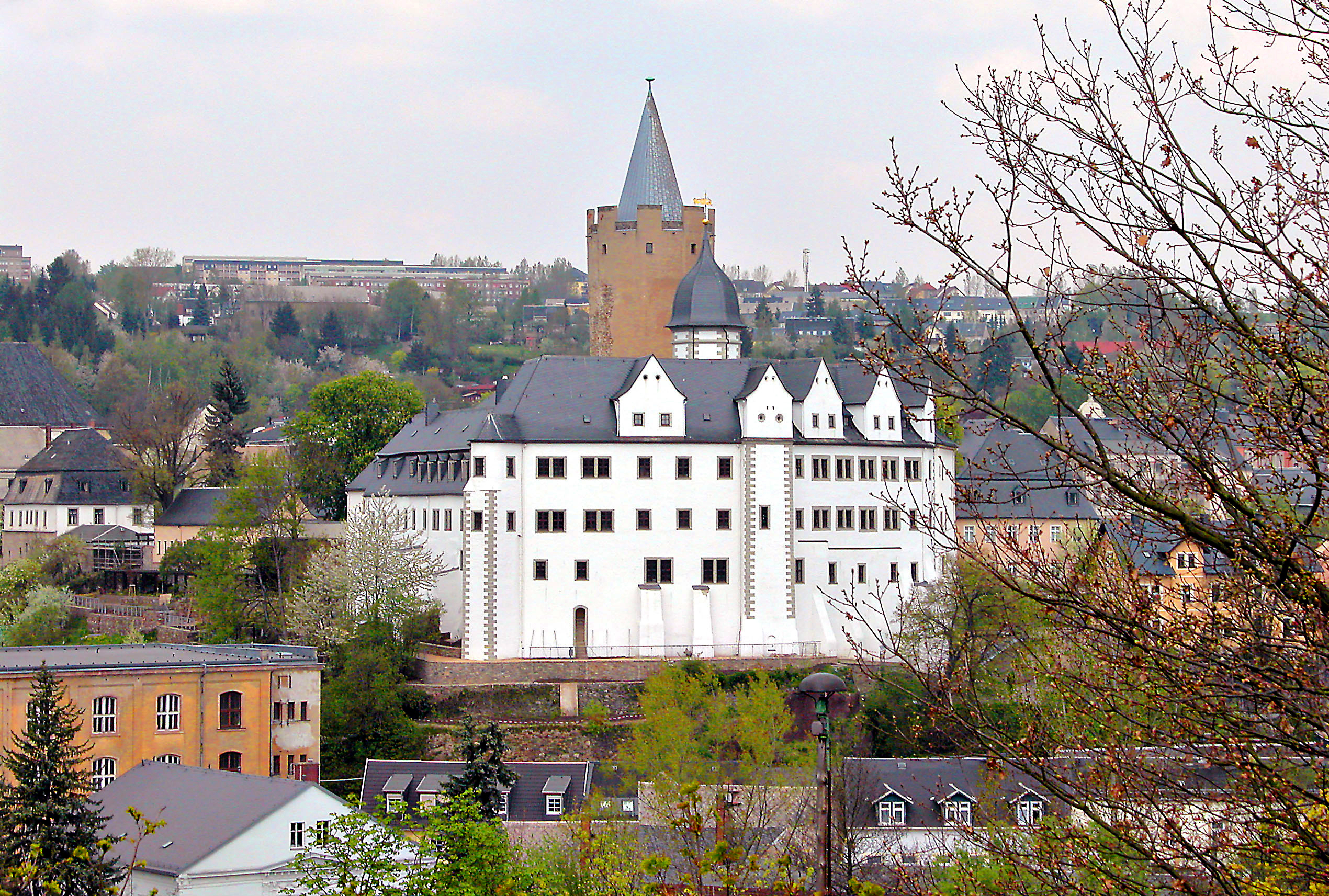
Schloss Wildeck in Zschopau
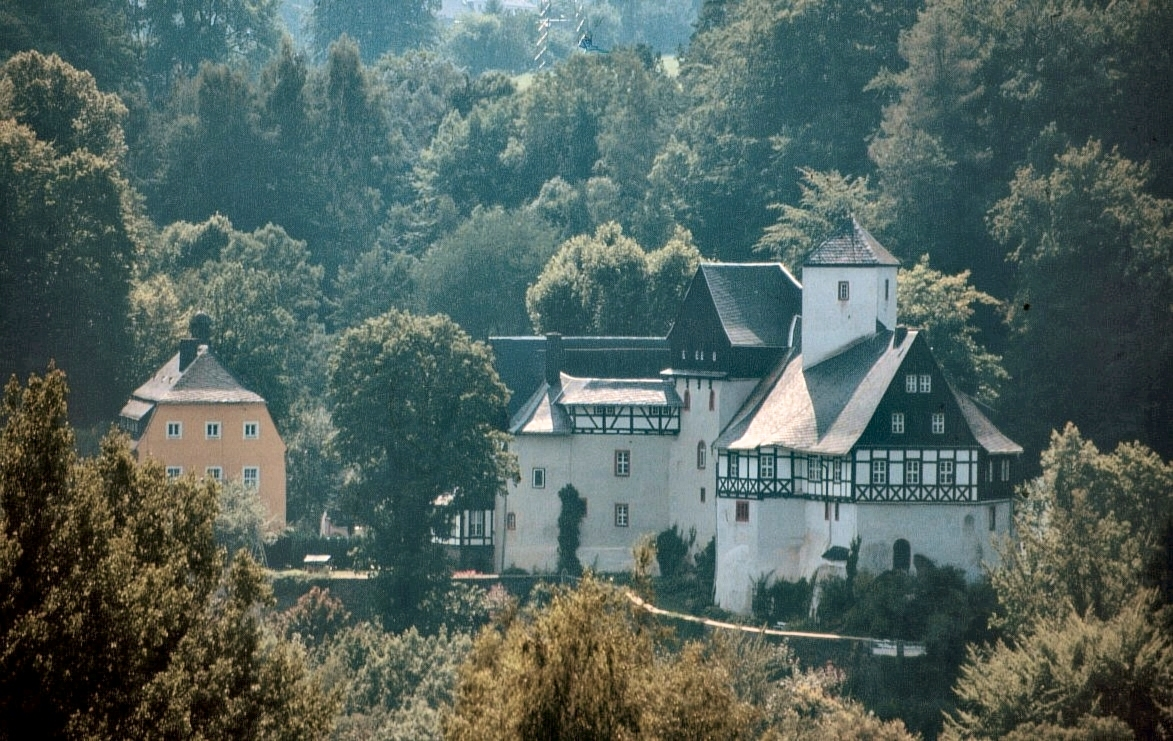
Schloss Rauenstein (Erzgebirge)

### Bergbau
Mit ziemlicher Sicherheit um 1240/41 (wie im böhmischen Graupen) wurde um Ehrenfriedersdorf Zinn gefunden. Die bedeutenden Vorkommen im Erzgebirge brachten das englische Zinnmonopol zu Fall. Die europäischen Zinnpreise sanken ab. Die ersten urkundlichen Erwähnungen von Bergbau in Ehrenfriedersdorf und im Greifensteingebiet erfolgten 1349, 1377 und 1407. Es wurde zwischen „Zinnwerk“ und „Bergwerk“ (Silberbergwerk) unterschieden. Demzufolge wurde auch Silber gefunden. Mit dem Vertrag von 1377 werden die „Bergwerke zu Ehrenfriedersdorf“ (Silbergruben) an die Markgrafen von Meißen (Wettiner) übertragen, während die Zinnbergwerke im Besitz der Herren von Waldenburg-Wolkenstein verbleiben. Im Vertrag von 1407 werden die beiden Orte Geyer und Thum erstmals (zusammen mit Ehrenfriedersdorf) urkundlich genannt. Das Lehnsbuch der Wettiner von 1349 erwähnt „slozs Gryfenstein“ im Zusammenhang mit „zcinewerck“ (Zinnbergwerk). Der Vertrag von 1372 erwähnt das Schloß nochmals, zusammen mit „bercwerck zcu Erinfridestorf“ (Silberbergwerk). Da im Vertrag von 1407 das Schloß Greifenstein nicht mehr erwähnt wird, könnte man vermuten, dass es inzwischen zerstört worden war, oder die Waldenburger hatten diese Burg nur zum Schutz der Silberbergwerke errichtet gehabt und nach Übertragung der Rechte an die Wettiner daher aufgegeben.

## Stammliste und bedeutende Personen
- Männer namens Hugo von Wartha sind zwischen 1172 und 1199 bezeugt. Einer war Landrichter des Pleißenlandes.
- Um 1199 nannte sich Hugo von Wartha (wahrscheinlich der Sohn des Burggründers, vgl. Warta) erstmals Hugo von Waldenburg.
- 1205 wird ein Heinrich von Wartha als Burgmann der Burggrafen von Meißen urkundlich genannt.
- Als Sohn Hugos gilt Konrad von Wartha-Waldenburg, der nach 1216 verstarb.
- Dessen Sohn Hugo von Waldenburg (vor 1216–1262) wird 1241 als Ritter und 1254 als Vogt des Klosters Remse bezeichnet.
- Isengard von Waldenburg wurde vermutlich um 1180/85 geboren und verstarb zwischen 1224/42. Sie könnte damit die Tochter Hugos von Wartha gewesen sein, was aber nicht bewiesen ist. Isengard war 1209 mit dem Vogt Heinrich V. der Jüngere, Vogt zu Greiz und Reichenbach verheiratet, die Ehe blieb aber kinderlos (der Besitz ging an das spätere Hause Reuß über).
- Um 1300 lebte Anarg von Waldenburg–Wolkenstein (1254–1317), der mit Adelheid von Plauen, einer Großnichte von Isengard verheiratet war.
- Die Kinder Anargs sind Kunigunde von Wolkenstein (vor 1300 – nach 1322), die mit Heinrich III. von Wildenfels verheiratet war und Heinrich von Wolkenstein (1301–1343), der mit Euphemia verheiratet war.
- Hans von Waldenburg übereignet 1385 Dorf und Gut Arnsfeld der Kirche zu Wolkenstein.